# Incontro al Central Park
Incontro al Central Park (A Patch of Blue) è un film drammatico del 1965 del regista Guy Green.

## Trama
Dopo aver perduto la vista per un incidente occorsole durante una lite fra i suoi genitori, Selina prosegue la sua vita in compagnia della madre, una donna sciupata e inacidita dalle miserie che ha vissuto, e del nonno paterno, un vecchio alcolizzato andato a vivere con loro dopo che il padre della ragazza ha abbandonato la famiglia.
Un giorno Selina convince il nonno a portarla al parco e qui conosce Gordon Ralfe, un giovane afroamericano, istruito ed intelligente, che rimane affascinato da questa ragazza genuinamente intenzionata a non accontentarsi di continuare a vivere nell'ambiente ottuso in cui è sempre stata costretta. Superate le violente proteste della madre, il ragazzo prende Selina con sé e la porta in un istituto per ciechi dove potrà avere un'istruzione e conoscere altre persone, promettendo alla giovane che se, al termine dei suoi studi lo vorrà ancora, allora si sposeranno, ma non prima che ella abbia conosciuto il mondo e si sia accertata che Gordon è davvero il marito che desidera.

## Accoglienza

### Critica
(Alberto Blandi)
(Ernesto G. Laura)
(Cinema Nuovo)

## Riconoscimenti
- 1966 — Premio Oscar
  - Miglior attrice non protagonista a Shelley Winters
  - Candidatura Miglior attrice protagonista a Elizabeth Hartman
  - Candidatura Migliore fotografia a Robert Burks
  - Candidatura Migliore scenografia a George W. Davis, Urie McCleary, Henry Grace e Charles S. Thompson
  - Candidatura Miglior colonna sonora a Jerry Goldsmith
- 1966 — Golden Globe
  - Migliore attrice debuttante a Elizabeth Hartman
  - Candidatura Miglior film drammatico
  - Candidatura Migliore regia a Guy Green
  - Candidatura Miglior attore in un film drammatico a Sidney Poitier
  - Candidatura Miglior attrice in un film drammatico a Elizabeth Hartman
  - Candidatura Migliore sceneggiatura a Guy Green
- 1967 — Premio BAFTA
  - Candidatura Miglior attore straniero a Sidney Poitier
- 1967 — Kansas City Film Critics Circle Award
  - Miglior attrice non protagonista a Shelley Winters
- 1966 — Laurel Award
  - Miglior attrice non protagonista a Shelley Winters
  - Candidatura Miglior film
  - Candidatura Miglior attrice protagonista a Elizabeth Hartman
  - Candidatura Miglior attore protagonista a Sidney Poitier
  - Candidatura Miglior attore non protagonista a Wallace Ford
- 1966 — Writers Guild of America
  - Candidatura WGA Award a Guy Green